# 戦闘指揮所

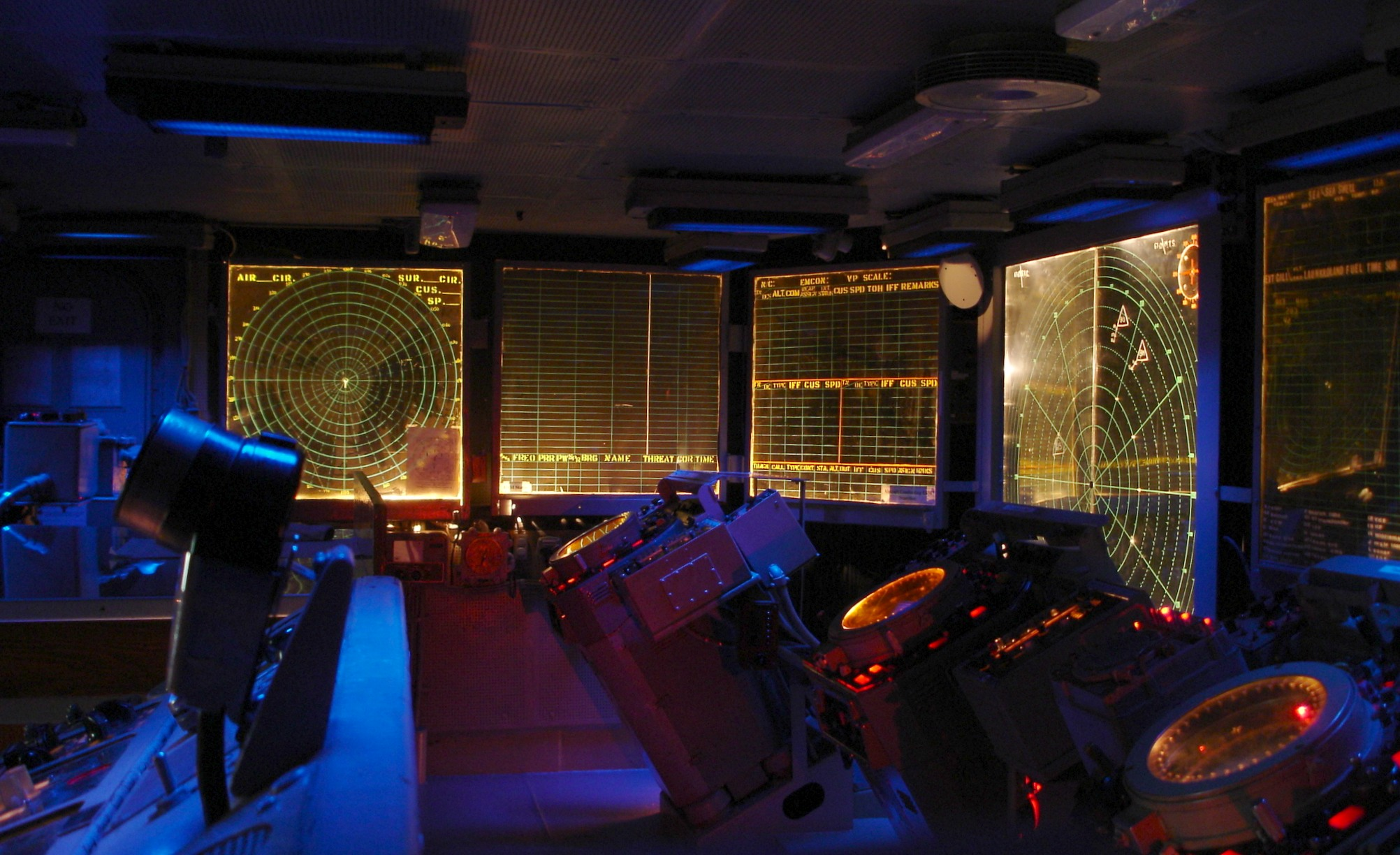
博物館「ホーネット」で再現されているCIC。

戦闘指揮所（せんとうしきしょ、英語: Combat Information Center、CIC）とは、現代の軍艦における戦闘情報中枢のことである。レーダーやソナー、通信などや、自艦の状態に関する情報が集約される部署であり、指揮・発令もここから行う。航空母艦においてCICに相当する部署は、CDC（Combat Direction Center）と呼ばれる。
その性質上多くの機密情報を扱うため、運用時間中は乗組員であっても立ち入りには制限が加えられる。

## 沿革

### 創出に至る経緯
アメリカ海軍において、CICという概念は、1942年のソロモン諸島の戦いにおいて、大日本帝国海軍の夜戦部隊との攻防戦の中で芽生えた。特に日本軍の九三式魚雷の射程距離・有効性と、これを使用するための日本軍の水雷戦術は、アメリカ海軍にとって大きな脅威であった。夜間に遠距離で敵艦を探知する手段としてはレーダーが有効と考えられたが、登場当初のレーダーは対空捜索用としての性格が強く、水上目標の探知には不適だった。その後、SGのように対水上捜索用に適したレーダーも登場したが、今度は、予備を含めて複数のレーダーを搭載することによるレイアウト上の問題が発生したほか、これらのレーダーから得られた情報を如何に活用するかという問題も浮上した。
レーダー情報の活用については、1942年頃からレーダーの表示装置としてPPIスコープが導入されたことが、改善の端緒となった。従来、レーダー装置の近くに設置された表示装置から得られた情報は、伝令や伝声管を通じた音声として海図室に伝達されていたが、レーダーで捉えられた目標が鳥瞰的に表示されるというPPIスコープの特性を活用するため、まずはPPIスコープにトレーシングペーパーなどを被せて目標位置を記録したものを海図室に持ち込むようになり、後には、レーダー表示装置の表示をそのまま転送する子機（レピーター）が海図室に設置されるようになった。

### CICの誕生（1940年代 - 1950年代）
1942年11月の第三次ソロモン海戦およびルンガ沖夜戦において、SGレーダー装備の駆逐艦「フレッチャー」の副長であったワイリー少佐は、艦橋に隣接した海図室で、レーダーを直接操作して艦長が必要とするレーダー情報を伝えるとともに、内線電話によって砲術長・水雷長と緊密に連絡を取り、艦長の戦闘指揮を極めて効率的に補佐した。これは事実上、アメリカ海軍史上で初めてCICコンセプトが創出された例であり、この功によってワイリー少佐はシルバースターを授与された。そしてこの戦闘詳報を精査した太平洋艦隊司令長官ニミッツ提督および参謀たちは、この手法がレーダー情報の活用に有効であることを認め、11月26日にはすべての戦闘艦にPPIレピーターを集中配置した海図室を設置することを命令し、この区画はまもなくCICと称されるようになった。またイギリス海軍でも、1942年から1943年にかけての冬に、戦術情報の増大に伴って情報処理に困難が生じていることが問題視され、米海軍のCICと同様のAIO（Action Information Organization）の設置が推進されることになった。
ワイリー少佐は、1943年より、駆逐艦にCICコンセプトを適用するためのプロジェクト・チームに参加することとなった。このチームは、C・ラニング中佐の主導下に、ワイリー少佐のほか、G・フィリップ少佐、R・ブックマン少佐が参加していた。このチームは2ヶ月で、駆逐艦にCICを導入するためのハンドブック（C.I.C. Handbook for Destroyers Pacific Fleet）を作成し、これはまもなく全海軍に配布されることとなった。なお、このチームの最先任士官であったラニング中佐は、CICコンセプトの源流がサイエンス・フィクションにあることを認めており、その一例として、E・E・スミスのレンズマン・シリーズに登場する巨大な指揮艦であるディレクトリクス号を挙げている。この宇宙船には、特殊な知覚能力を備えたレンズマンたちが戦闘空間を視覚化することで、司令官の艦隊指揮を円滑化するための「タンク」とよばれる設備が備えられており、劇中では、これによる指揮統制戦の優位がたびたび強調されていた。
ガダルカナル島の戦いの終結後、1943年2月から11月のあいだは、日米両海軍とも大きな作戦を展開せず、一時的な休戦状態であったが、アメリカ海軍は、この間にSC対空レーダとSG対水上レーダー、そしてこれらの情報を統合するCICの設置を進めていった。航空母艦に設置されたCICを最も頻繁に利用したのが戦闘機誘導士官（fighter direction officer, FDO）であり、任務部隊や任務群、更には駆逐艦のような小型艦に配属されたFDOを含めて組織化されて、艦隊全体の防空を管理していた。1943年11月のギルバート諸島沖航空戦では、これらのFDO組織による防空が成果を上げ、CICの有用性を実証することとなった。

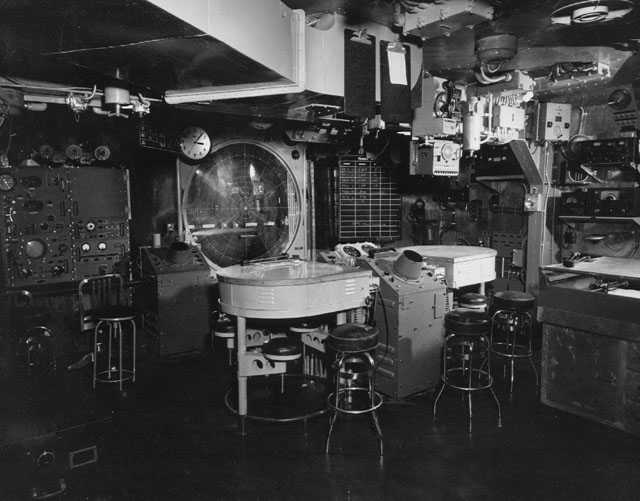
1940年代の空母（CVL-22）のCIC。
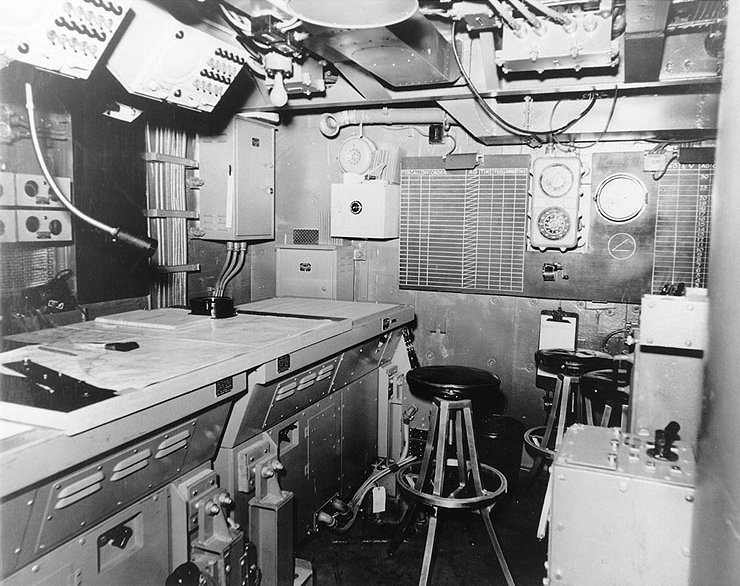
1940年代の巡洋艦（CL-65）のCIC。

### 自動化の導入（1950年代 - 1980年代）
この時点では、CIC内での情報処理は、わずかに計算尺が使われている程度で、ほとんどすべてが手動（紙と人と声）に頼っていた。CICの中央部には、自艦を中心にして目標情報をプロットするためのクリアボード（レーダー画面を巨大化したような、罫線が描かれた、文字通りの“透明黒板”）が配置され、ここに白フェルトペンを使って、レーダー手が怒鳴る敵艦や敵編隊の位置・進行方向・数といった情報などを手で書き込むことで情報を集約していた。また、他艦との情報伝達も、発光信号や手旗信号、原始的な無線機程度であった。1948年に行われたイギリス海軍のシミュレーションで、この方式の限界点が明らかになった。このときには、熟練のオペレーターを配したにもかかわらず、同時に処理できる目標はせいぜい12機程度が限界で、20機の目標に対しては、完全に破綻してしまったのである。
そしてまた、太平洋戦争の末期において日本軍が実施した特別攻撃が、艦隊の対空防御に重大な問題を提起していた。このとき、艦隊の防空システムはおおむね良好に働いたとはいえ、その対処能力は飽和寸前であり、より高速の機体が同様の攻撃をかけてきた場合、システムの破綻は不可避と考えられた。しかもジェット機の登場により、航空機の速度は戦後5年で倍増し、なお急速に増加しつづけていた。「紙と人と声」に頼っているかぎり、これ以上の対応速度の向上は困難であり、情報の処理に自動化を導入する必要性は明らかであった。
アメリカ海軍電子工学研究所 (NEL) では、1949年に着任したマクナリー少佐を中心として、情報処理の自動化についての研究に着手した。この研究は、最終的に海軍戦術情報システム（NTDS）として結実し、CICでの作業をデジタルコンピュータによって自動化するとともに、各艦のコンピュータを戦術データ・リンクによって連接し、コンピュータネットワークを構築しての目標情報の共有も図られた。

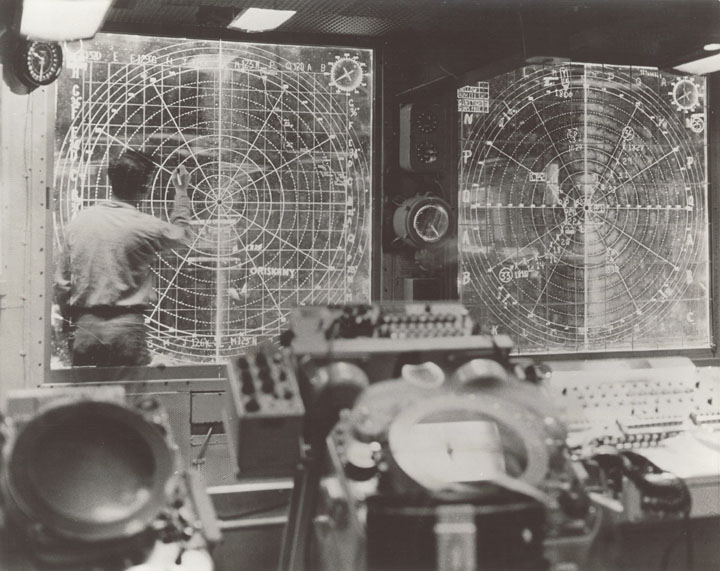
1960年代の空母（CVA-34）のCIC。情報集約には依然としてクリアボードを使用している。
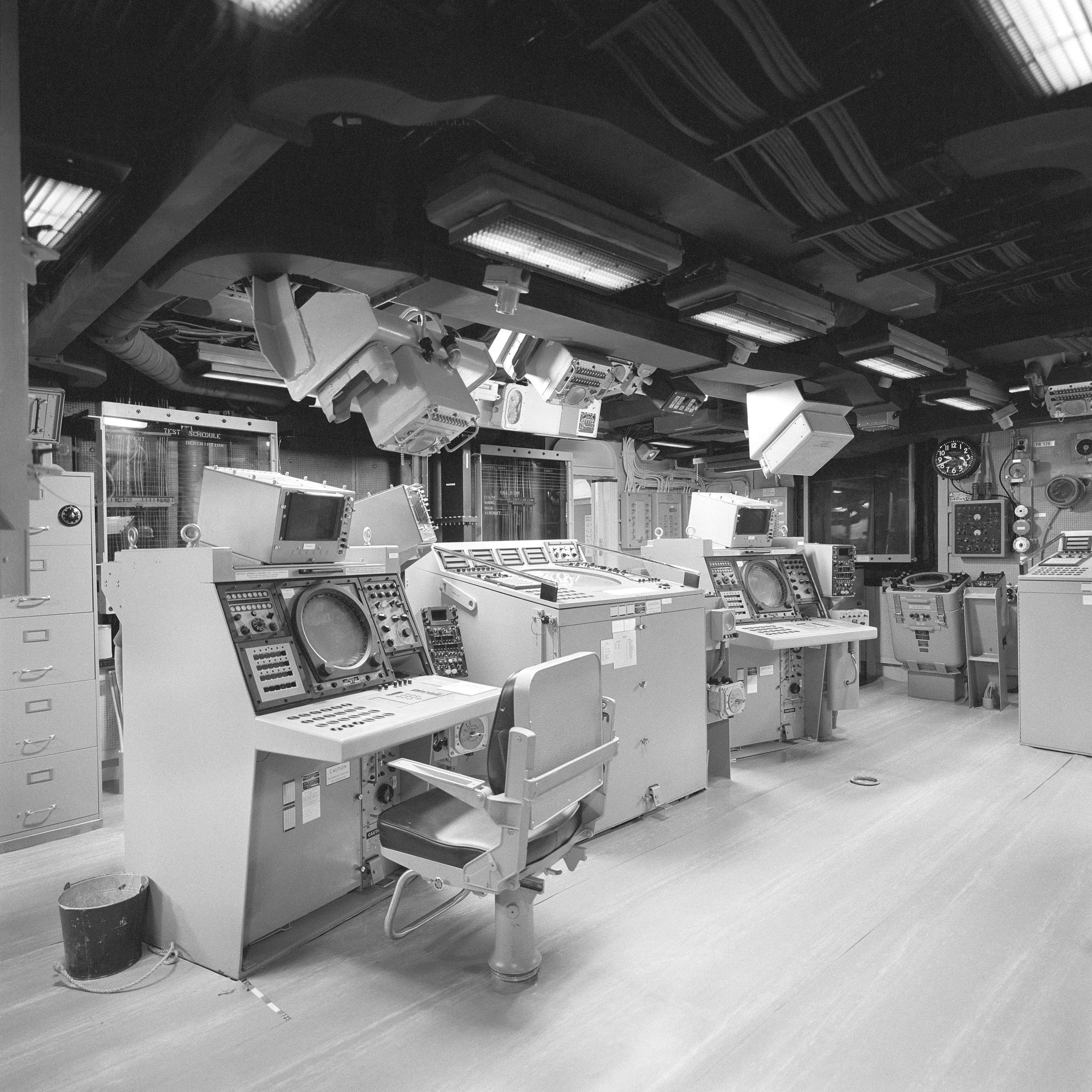
1980年代のフリゲート（FFG-46）のCIC。NTDSに準じて構築されている。

### 統合システム化（1980年代以降）
1960年代よりソ連海軍が対艦ミサイルを戦力化し、東側諸国にも拡散したことで、西側諸国海軍は対艦ミサイル防御（ASMD）のための策を講じることを迫られた。NTDSのような半自動型の戦術情報処理装置により、CICの作業はある程度効率化されていたものの、ASMDはリアクションタイムが極限まで制約されることから、更に自動化・統合システム化を進めたイージスシステムなどが開発・配備された。
システム性能とともに、それらを使いこなしうる体制の整備も非常に重要であることが認識されたことから、防御権限の大幅な委任という思想のもと、部隊防御については複合戦指揮官（CWC）コンセプトが導入され、個艦レベルではTAO（Tactical Action Officer）制度が産み出された。このTAOは、当直体制（哨戒配備）下においてもASMDを実施しうる艦内体制の責任者と位置付けられており、その立直位置は、古典的な哨戒配備の責任者である当直将校（Officer of the Deck: OOD）では艦橋だったのに対して、TAOではCICとされた。戦闘体制においても、艦長はCICにおいて戦闘指揮を執り、艦橋における戦闘指揮の補佐は次席指揮官に委ねられることが基本となっていった。この思想に基づき、ミサイル被弾時の戦闘指揮能力の喪失を避けるため、CICは艦橋に近い上部構造物内ではなく、船体内に設置されるようになった。またイージス艦では、CWCコンセプトに基づいて戦闘システムを最大限活用できるよう、CICの設計も抜本的に改訂されており、この"CWC structured CIC"の考え方は、他の艦艇のCICにも導入されていった。
従来、部隊司令部が乗艦した旗艦のCICは、艦の指揮だけでなく、部隊指揮官や幕僚による部隊運用活動にも用いられていた。しかし軍事技術の進歩と部隊運用活動の複雑化に伴って、艦のCICとは別に司令部用の指揮所が設けられるようになり、アメリカ海軍の空母戦闘群（後の空母打撃群）ではTFCC（Tactical Flag Command Center）、海上自衛隊の護衛隊群ではFIC（Flag Information Center）と称される。また海上保安庁でも、1967年竣工の2,000トン型（初代いず型）を端緒として、大型巡視船（PL・PLH）を対象としてOIC（Operation Information Center）室の設置を図っているが、これも船隊を指揮するための洋上の会議室としての役割を有するものであり、機能・レイアウト面では護衛艦のCICとは異なるものとなっている。

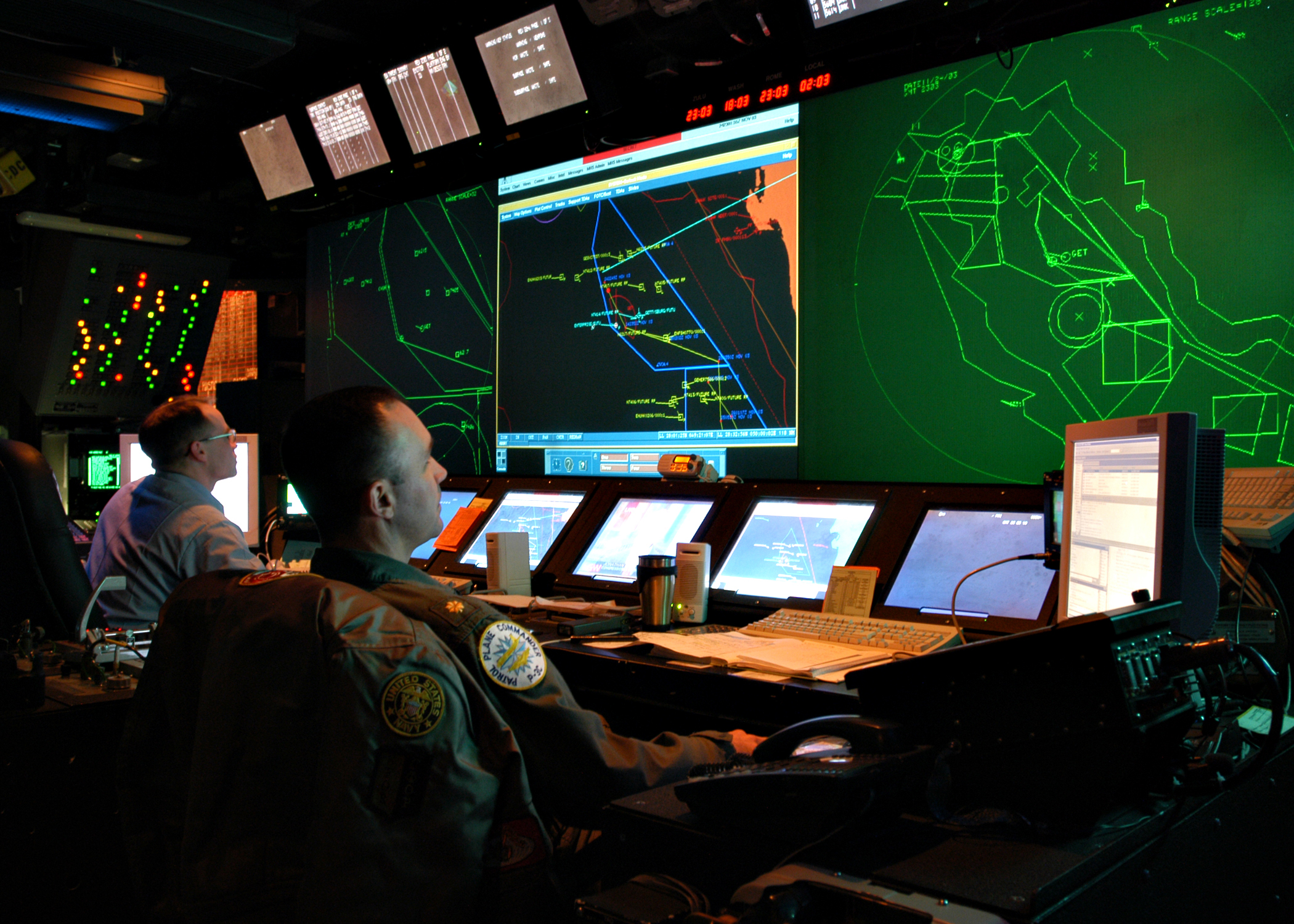
2000年代の空母（CVN-65）のCDC。大型ディスプレイがクリアボードに取って代わった。
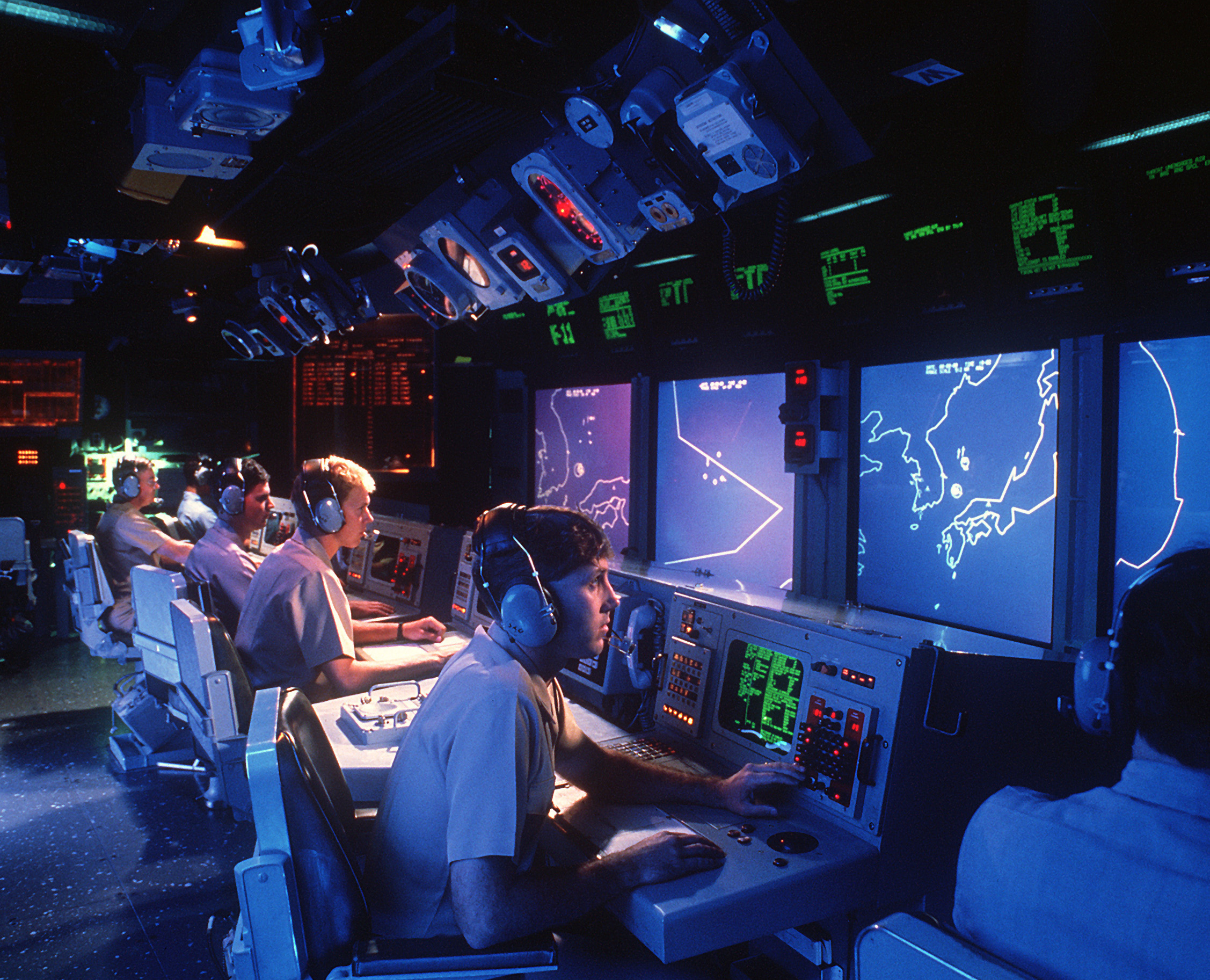
イージス艦（CG-49）のCIC。